# Armadillidium obenbergi
Armadillidium obenbergi är en kräftdjursart som beskrevs av Zdenek Frankenberger 1941. Armadillidium obenbergi ingår i släktet Armadillidium och familjen klotgråsuggor. Inga underarter finns listade i Catalogue of Life.